# Lelången
O Lelången é um lago da Suécia, com forma longa e estreita, localizado entre Lennartsfors na Värmland e Bengtsfors na Dalsland, numa distância de 40 km.
Tem uma área de 55 km2, uma profundidade máxima de 60 m, e está situado a 93 m acima do nível do mar.

As suas águas são levadas pelo rio Upperudsälven para o lago Vänern.

Faz parte do Canal da Dalslândia.